# Richtlinie 2001/83/EG (Gemeinschaftskodex für Humanarzneimittel)
Die Richtlinie 2001/83/EG ist eine Richtlinie der Europäischen Union, in der die seit 1965 verabschiedeten Richtlinien, die Humanarzneimittel betreffen, zu einem Gemeinschaftskodex zusammengefasst wurden. Durch eine Reihe von Richtlinien ist in den letzten Jahrzehnten das Arzneimittelrecht in der Europäischen Union weitgehend harmonisiert worden. Als Richtlinie des Europäischen Parlaments und des Rates wirkt die Richtlinie 2001/83/EG mittelbar, indem sie die Mitgliedstaaten der Europäischen Union verpflichtet, die Richtlinie in nationale Gesetze umzusetzen. Der Anwendungsbereich der Richtlinie wurde 2002 auf den ganzen EWR ausgedehnt.

## Bedeutung
Die Richtlinie 2001/83/EG kodifiziert Grundsätze zur Herstellung, Zulassung, zum Inverkehrbringen und zur Überwachung von Humanarzneimitteln. Damit sind zur Verwirklichung des Europäischen Binnenmarktes für Arzneimittel technisch-wissenschaftliche Hürden abgebaut worden. Durch die Richtlinie werden unter anderem die nicht zentralisierten Verfahren zur EU-weiten Arzneimittelzulassung definiert. Bei Bedenken einzelner Mitgliedstaaten wegen einer schwerwiegenden Gefahr für die öffentliche Gesundheit sind Schiedsverfahren vorgesehen. Von der Harmonisierung sind sozialrechtliche Aspekte wie die Preisfestsetzung und Erstattung von Arzneimitteln nicht berührt.
Analog zur Richtlinie 2001/83/EG wurden alle Richtlinien, die Arzneimittel zur Anwendung bei Tieren betrafen, in der Richtlinie 2001/82/EG zu einem Gemeinschaftskodex für Tierarzneimittel zusammengefasst.
Das zentralisierte EU-Zulassungsverfahren wird nicht durch die Richtlinie, sondern durch die Verordnung (EG) Nr. 726/2004 bestimmt.

## Umsetzung in nationales Recht
EG-Richtlinien müssen von den Mitgliedstaaten in nationales Recht umgesetzt werden. In Deutschland ist dies mit dem Arzneimittelgesetz von 1976 und verschiedenen Änderungsgesetzen dazu geschehen. Teile der Richtlinie sind ferner mit der Arzneimittel- und Wirkstoffherstellungsverordnung und den Arzneimittelprüfrichtlinien umgesetzt worden. Die Arzneimittelprüfrichtlinien, eine Verwaltungsvorschrift, übernimmt den umfangreichen Anhang I der Richtlinie in nationales Recht.
In Österreich ist die Richtlinie mit dem Arzneimittelgesetz und der Arzneimittelbetriebsordnung umgesetzt worden.

## Gliederung
Die Richtlinie ist in fünfzehn Titel und drei Anhänge gegliedert. Titel I enthält Begriffsbestimmungen, Titel II definiert das Anwendungsgebiet. Titel III regelt das Inverkehrbringen, Titel IV die Herstellung und den Import von Arzneimitteln. Titel V befasst sich mit der Etikettierung und der Packungsbeilage, Titel VI mit der Einstufung von Arzneimitteln, unter anderem in der Verschreibungspflicht. Titel VII regelt den Großhandel, Titel VIIa den Verkauf im Fernabsatz, Titel VIII die Arzneimittelwerbung, der Titel VIIIa nochmals Arzneimittelinformation und Werbung. Titel IX enthält Regelungen zur Pharmakovigilanz, Titel X zu Blutprodukten. Titel XI ist mit Überwachungen und Sanktionen befasst. Titel XII ist die Rechtsgrundlage für den Ständigen Ausschuss, in dem Vertreter der Mitgliedstaaten die Europäische Kommission bei der Anpassung der Richtlinien, aber auch bei Entscheidungen zu Arzneimittelzulassungen unterstützen. Schließlich enthält Titel XIII allgemeine Bestimmungen und Titel XIV Schlussbestimmungen.
Im umfangreichen Anhang I werden detailliert die Zulassungsanforderungen für Humanarzneimittel aufgeführt. Teil I enthält die Standardanforderungen, darunter die Nachweise zur pharmazeutischen Qualität, zur nichtklinischen Pharmakologie und Toxizitätsbestimmung sowie zur klinischen Prüfung. Ferner enthält der Teil I Angaben zum Common Technical Document, dem Format, in dem die Zulassungsunterlagen einzureichen sind. Teil II enthält Angaben zu spezifischen Zulassungsanträgen beispielsweise für Generika und Biosimilars. Teil III schreibt vor, welche Angaben zu speziellen Arzneimitteln, darunter biologischen (beispielsweise Impfstoffe), radiopharmazeutischen, homöopathischen und phytotherapeutischen Arzneimitteln vorzulegen sind. Teil IV schließlich beschreibt die erforderlichen Angaben zu Arzneimitteln für neuartige Therapien, worunter Arzneimittel zur Gentherapie und zur somatischen Zelltherapie fallen.
Anhang II listet die durch die Richtlinie 2001/83/EG aufgehobenen Richtlinien auf, nebst Fristen, mit denen diese in den Mitgliedstaaten in nationales Recht umzusetzen waren. Anhang III enthält eine Entsprechungstabelle zwischen der neuen Richtlinie und den aufgehobenen Richtlinien.

## Geschichte
Die Richtlinie wurde 2001 mit dem Ziel verabschiedet, die in der Europäischen Union im Bereich des Arzneimittelrechts existierenden, mit Arzneimitteln zur Anwendung am Menschen befassten Richtlinien zusammenzufassen, um mehr Übersicht und Klarheit in diesem Bereich zu erhalten. Seit 1965 waren beginnend mit der Richtlinie 65/65/EWG eine ganze Reihe von Richtlinien verabschiedet worden und teilweise mehrfach geändert worden. In der Richtlinie 2001/83/EG sind insgesamt elf alte Richtlinien zusammengefasst und aufgehoben worden.
Seit dem Inkrafttreten ist die Richtlinie weiterentwickelt worden. Seit 2001 wurden sechs Richtlinien verabschiedet, die die Richtlinie 2001/83/EG in wesentlichen Teilen ergänzten oder änderten: Richtlinie 2002/98/EG, die Blutprodukte regelt, Richtlinie 2003/63/EG zu biologischen Arzneimitteln, Richtlinie 2004/24/EG zu traditionellen pflanzlichen Arzneimitteln sowie Richtlinie 2004/27/EG, mit der die ursprüngliche Richtlinie 2001/83/EG wesentlich überarbeitet wurde.
In den darauf folgenden Jahren wurde die Richtlinie darüber hinaus durch die Verordnung über Kinderarzneimittel und durch die Verordnung über Arzneimittel für neuartige Therapien ergänzt und geändert. Die Richtlinie 2008/29/EG nahm technische Anpassungen der Ausschussverfahren vor, bei denen der ständige Ausschuss beteiligt ist, die Richtlinie 2009/53/EG änderte Bedingungen für Genehmigungen für das Inverkehrbringen von Arzneimitteln während die Richtlinie 2009/120/EG aufgrund des wissenschaftlichen und technischen Fortschritts bei neuartigen Therapien Anhang I der Richtlinie 2001/83/EG angepasst hat.